# 瑞士糖

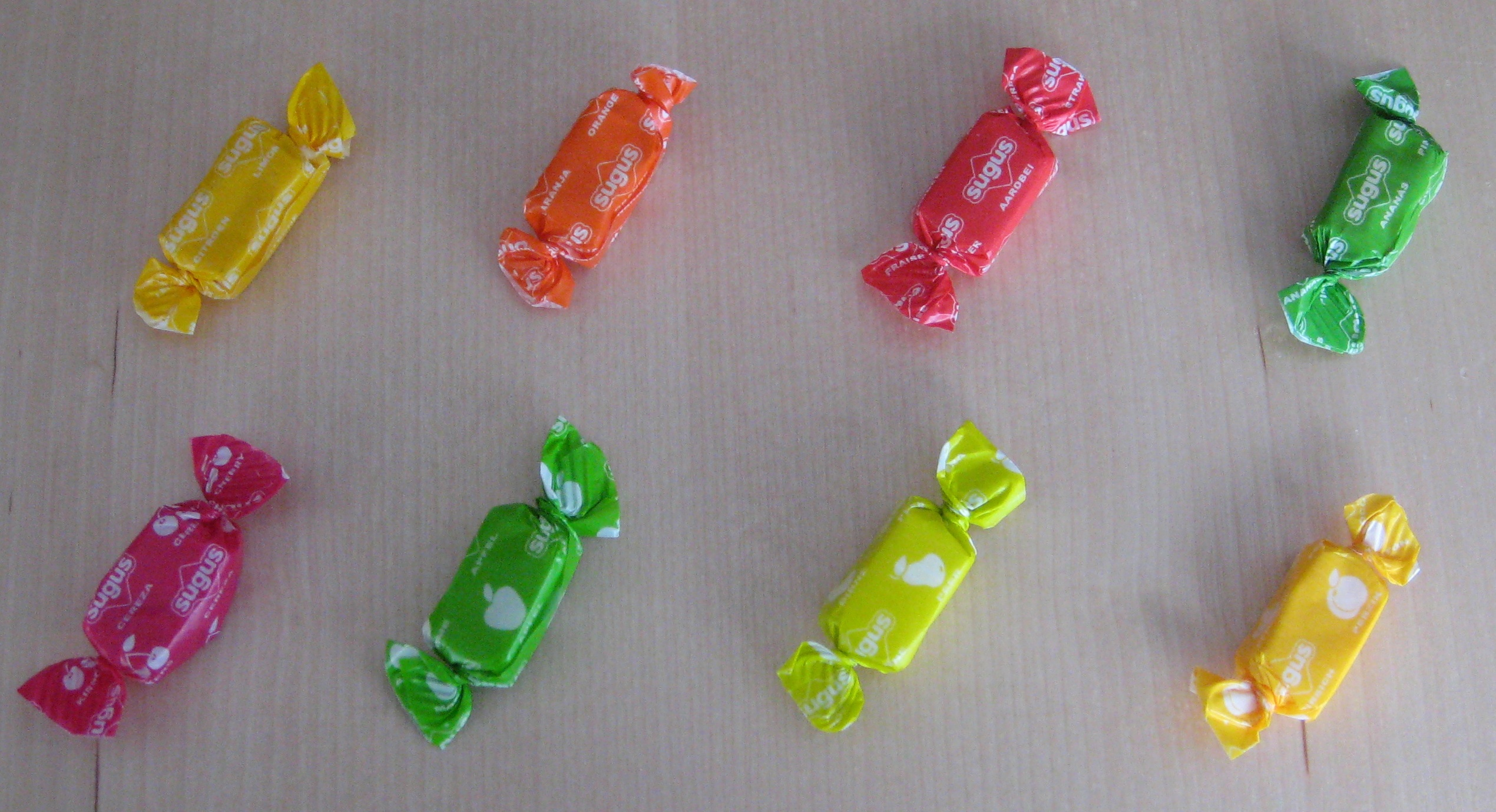
柠檬、橙子、草莓、鳳梨、樱桃、苹果、梨和桃（从左上角到右下角）

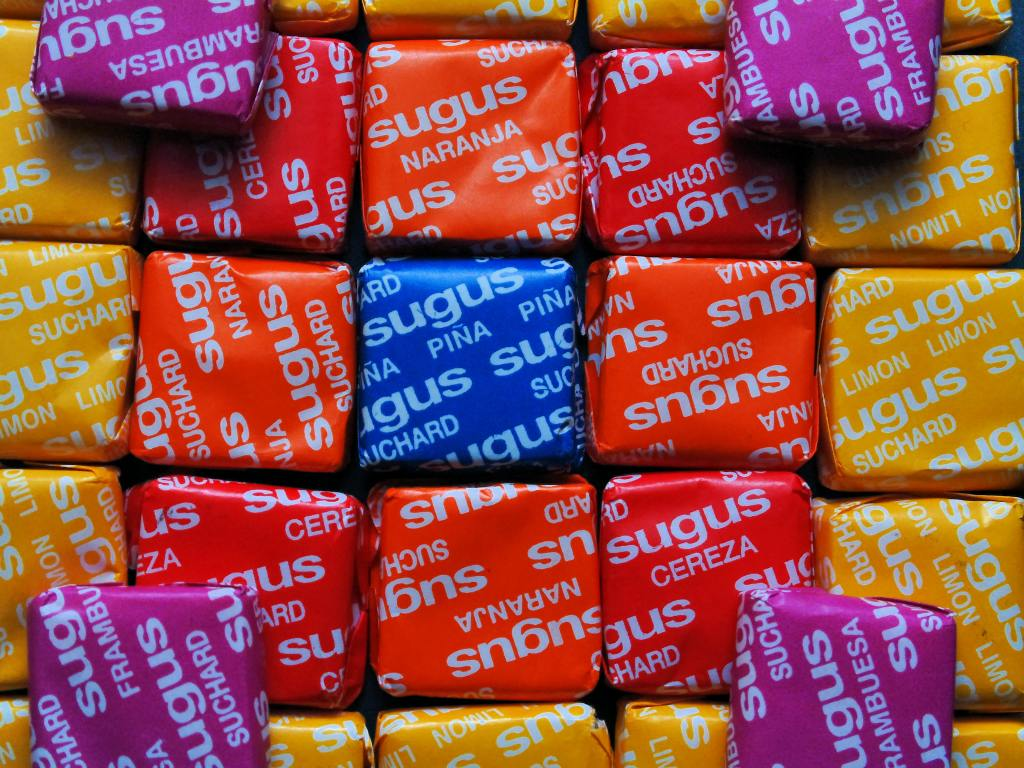
瑞士糖

瑞士糖（Sugus）現在是箭牌的其中一個糖果品牌，於1931年開始投入生產。事實上，瑞士糖確實起源於歐洲，由瑞士糖果商人Philippe Suchard發明，現時仍在歐洲地區有售。在香港和中國大陸，每顆瑞士糖都是正方形，長寬各2厘米、厚7毫米；但在歐洲的瑞士糖卻是跟一般的糖果沒有兩樣，都是長條型的。瑞士糖有不同的水果口味，分別以不同顏色的包裝紙表示，而新口味亦在不斷開發。
瑞士糖於香港很受歡迎，是在香港十分常見的糖果。最常見的是禮盒裝，有多款口味，主要是農曆新年時用於餽贈親朋。另一款最常見的是長條型紙包裝，每筒有十多粒，只有一款味道。
香港的瑞士糖是由Sugus委託卡夫食品在中國大陸天津的工廠製造。
2006年4月，作为箭牌公司收购卡夫公司部分糖果资产交易的一部分，箭牌公司从卡夫公司接收其在中国大陆的“瑞士糖” （Sugus）的市场营销和销售业务，并进行生产设备移交。同年9月，“瑞士糖” （Sugus）在箭牌中國大陸正式投产。
臺灣的瑞士糖（Sugus），則不同於中国大陆跟香港，是在泰國製造的。

## 外部連結
- 瑞士糖主頁（页面存档备份，存于）
- 蘋果日報 20180212 瑞士糖真係瑞士發明？（页面存档备份，存于）